# RinglDing
RinglDing ist ein einfaches Party- und Kinderspiel des israelischen Spieleautors Haim Shafir, das 2011 erschien. Es handelt sich um ein Spiel für zwei bis sechs Spieler, bei dem die Mitspieler möglichst schnell farbige Haargummis entsprechend einer vorgegebenen Reihenfolge auf den eigenen Fingern platzieren müssen. Wie andere Spiele des Spieleautors, darunter Halli Galli und Speed Cups geht es bei dem Spiel vor allem um Schnelligkeit und die jeweils schnellsten Spieler müssen wie bei den anderen Spielen eine Tischglocke als Signal betätigen.

## Spielweise
Bei RinglDing geht es darum, möglichst schnell mehrere farbige Haargummis entsprechend einer durch eine Karte vorgegebenen Kombination auf den eigenen Fingern zu platzieren. Das Spielmaterial besteht neben der Spielanleitung aus 72 Haargummis, einem Kartensatz mit 32 Aufgabenkarten sowie eine Tischglocke.

### Spielablauf
Zum Beginn des Spiels werden die Tischglocke und die Haargummis in der Tischmitte platziert, die Aufgabenkarten werden gemischt und als verdeckter Stapel neben die Glocke platziert.
Ein Spieler deckt die oberste Karte auf und sobald sie umgedreht ist, versuchen alle Spieler möglichst schnell die Anordnung der Haargummis auf der Aufgabenkarte mit den Haargummis auf den eigenen Fingern nachzubauen. Sobald ein Spieler fertig ist, betätigt er mit der Hand mit den Haargummis die Tischglocke, und wenn er die Haargummis korrekt angeordnet hat, bekommt er die Karte. Hat der Spieler, der die Glocke betätigt hat, einen Fehler gemacht, muss er eine bereits erhaltene Karte wieder abgeben oder – wenn er noch keine Karte hat – eine Runde aussetzen. Danach werden die Haargummis wieder in die Tischmitte gelegt und der Gewinner der letzten Runde deckt die nächste Karte auf.
Das Spiel endet, sobald ein Spieler fünf Karten gewonnen hat. Dieser Spieler hat das Spiel gewonnen.

### Variante für Fortgeschrittene
In der Spielanleitung des Spiels wird eine Variante für Fortgeschrittene beschrieben: Die aufgedeckten Aufgabenkarten werden nur für fünf Sekunden gezeigt und dann wieder verdeckt. Das restliche Spiel entspricht der Standardvariante.

## Ausgaben und Rezeption
RinglDing wurde von Haim Shafir entwickelt und 2011 bei dessen Verlag Shafir Games in Israel veröffentlicht. Im gleichen Jahr erschien das Spiel international, unter anderem beim Spieleverlag Amigo in Deutschland sowie bei 999 Games in den Niederlanden. Daneben erschienen Versionen auch Portugiesisch und Chinesisch.

## Belege
1. 1 2 3 4  Offizielle Spielregeln für Speed Cups, Download auf der Verlagswebsite zum Spiel; abgerufen am 4. August 2017.
2. ↑  Versionen von Speed Cups in der Datenbank BoardGameGeek; abgerufen am 6. April 2017.